# خیابان پنج ماه
خیابان پنج ماه (ایتالیایی: Street of the Five Moons) یک فیلم عاشقانه درام به کارگردانی لوئیجی کیارینی محصول ۱۹۴۲ است. اولین حضور بازیگر گابریله فرزتی در این فیلم بود. فیلم متعلق به فیلم‌های سبک کالیگرافیسم است.

## بازیگران
- لویزلا بگی
- الگا سولبلی
- آندره‌آ ککی
- جیلدو بوچی
- ترزا فرانکینی
- ماریا یاکوبینی
- چیرو براردی
- پینا پیووانی
- میکله ریکاردینی
- آریستیده گاربینی
- گورلا گری
- گابریله فرزتی